# Erwin Marcus

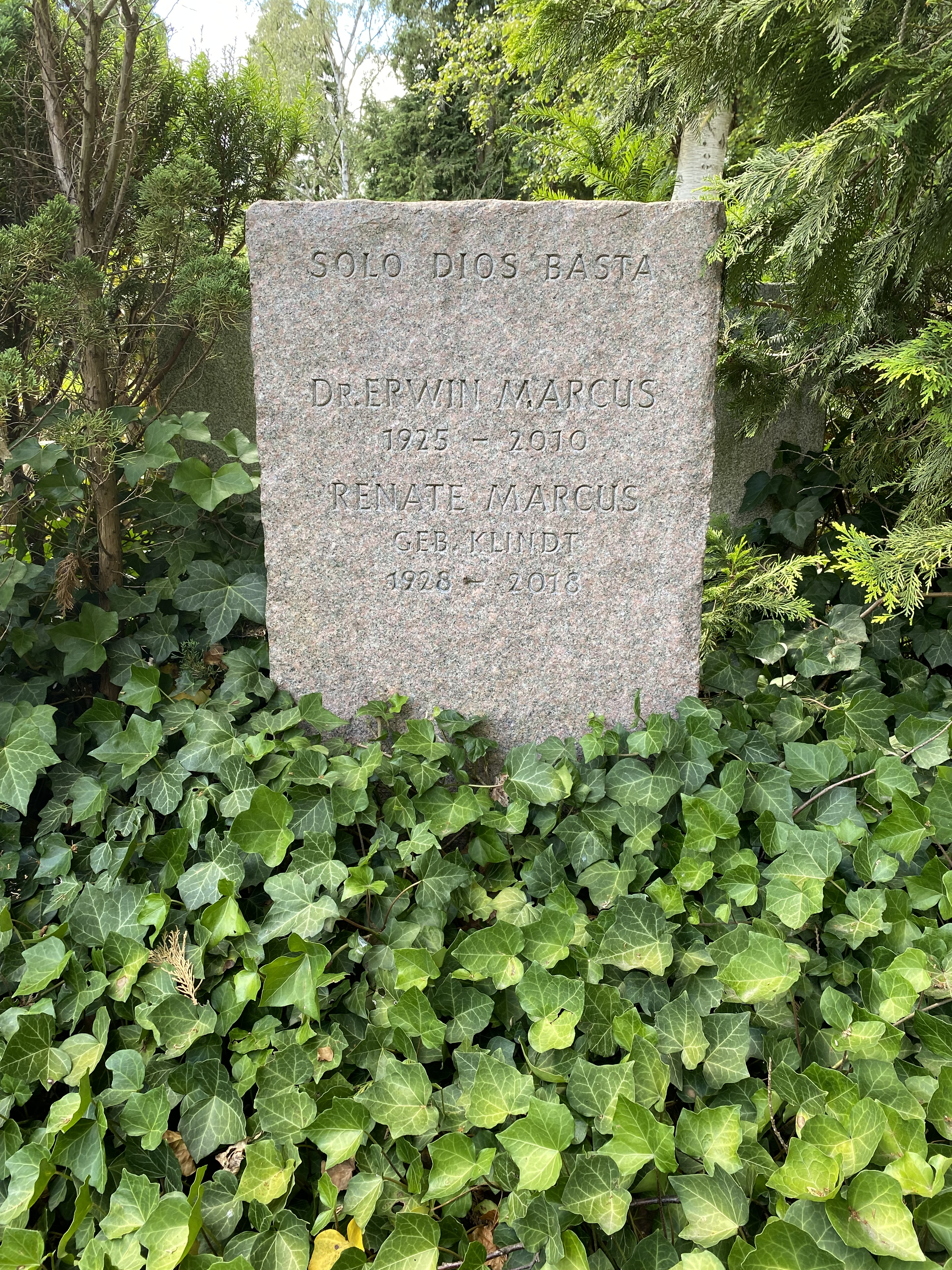
Grabstätte

Erwin Marcus (* 21. Mai 1925 in Hamburg; † 17. Februar 2010 ebenda) war ein deutscher Jurist und Hörfunkmoderator.

## Leben und Karriere
Marcus wurde 1943 zur Fallschirmjägertruppe eingezogen und geriet nach Ende des Zweiten Weltkrieges in britische Kriegsgefangenschaft. Nach seiner Rückkehr begann er ein Studium der Rechtswissenschaften, das er 1952 mit der Promotion über „Freiwillige öffentliche Erziehung“ beendete. Im Anschluss wurde er Richter in seiner Heimatstadt Hamburg. Zuletzt als Vizepräsident des Landesarbeitsgerichts beschäftigt, schied er 1987 aus dem Hamburger Justizdienst aus. Als Dr. Erwin Marcus war er von November 1971 bis Ende 2000 wöchentlich als Lebensberater in der erfolgreichen Hörfunksendung des Norddeutschen Rundfunks Was wollen Sie wissen? zu hören. Erwin Marcus starb am 17. Februar 2010 nach langer Krankheit im Alter von 84 Jahren in seiner Heimatstadt Hamburg.
Marcus’ Grab liegt auf dem Friedhof Nienstedten in Hamburg.